# بنكسية لولفتزية
بنكسية لولفتزية (الاسم العلمي: Banksia lullfitzii) هي نوع نباتي يتبع جنس البنكسية من فصيلة البروطية.